# 차정원
차정원(1989년 10월 18일 ~ )은 대한민국의 배우이다.

## 출연 작품

### 영화
- 2012년 《무서운 이야기》 - 민주 역

### 드라마
- 2014년 Daum 웹드라마 《썸남썸녀》 - 여자2호 짠순이 역
- 2015년 tvN 금토드라마 《오 나의 귀신님》 - 강은희의 친구 역
- 2015년 TV조선 웹드라마 《로스:타임:라이프》 - 박민지 역
- 2015년 KBS2 주말연속극 《부탁해요, 엄마》 - 은하 역
- 2015년 MBC 수목드라마 《그녀는 예뻤다》 - 정선민 역
- 2016년 SBS 특집드라마 《나청렴의원 납치사건》 - 박형사 역
- 2016년 KBS2 수목드라마 《마스터 - 국수의 신》 - 춘자 역
- 2017년 SBS Plus 수요드라마 《수요일 오후 3시 30분》 - 공나연 역
- 2017년 SBS 드라마 스페셜 《당신이 잠든 사이에》 - 유수경 역
- 2018년 tvN 토일드라마 《무법 변호사》 - 강연희 역
- 2019년 MBC 월화드라마 《특별근로감독관 조장풍》 - 김지란 역
- 2019년 SBS 드라마 스페셜 《절대 그이》 - 백규리 역
- 2020년 채널A 금토드라마 《유별나! 문셰프》 - 임현아 역
- 2024년 tvN 월화드라마 《플레이어 2 : 꾼들의 전쟁》 - 강지애 역

### 방송
- 《팔로우 미 7》 (2016년, FashionN)